# 청화백자산수인물문병
청화백자산수인물문병(靑華白磁山水人物文甁)은 서울특별시 종로구, 서울역사박물관에 있는 조선시대의 청화백자이다. 2002년 8월 16일 서울특별시의 유형문화재 제152호로 지정되었다.

## 개요
물레를 이용하여 성형한 조선 후기 병의 전형적인 모습을 보여주는 이 병은 口緣部의 끝이 둥글게 마무리 되어 있고 목은 다소 길고 굵은데 일정한 굵기로 내려오다가 어깨부분에서 벌어지는 형태를 하고 있다. 몸통은 量感이 풍부한 편이지만 완전히 쳐지고 늘어지는 형태를 한 19세기 후기의 병과는 달리 안정되면서도 긴장된 맛을 보여주고 있다. 굽은 넓고 다소 높아 듬직한 인상을 주는데, 바깥 부분은 수직으로 깎고, 내면은 약하게 경사져 있어 세부까지 세심하게 공들였음을 알 수 있다.
표면을 장식하고 있는 문양은 몸체에 집중되어 있는데, 近景의 山水와 樓閣, 노새를 타고 가는 인물을 청화 안료로 섬세하게 그려 넣었다. 이 문양은 이 시대 다른 分院 山水와는 달리 淸代 靑畵 文樣의 영향이 짙게 반영된 것이다. 胎土도 치밀하다. 外底에는 '甲'이라는 글씨가 陰刻되어 있는데, 이는 分院期에 특징적으로 나타나는 銘文이다. 몸체 하부와 굽 부분에 약간의 수리가 가해졌으나 형태가 안정적으로 균형 잡혀 있고 釉藥과 胎土가 우수하며 뛰어난 솜씨로 산수화를 그려 넣었다.

## 참고 문헌
- 청화백자산수인물문병 - 국가유산청 국가유산포털